# Rhododendron arboreum
Rhododendron arboreum er en lyngplanteart. Rhododendron arboreum indgår i slægten rododendron, og familien lyng.
Rhododendron arboreum er den nationale blomst i Nepal.

## Underarter
Arten er opdelt i følgende underarter:
- R. a. albotomentosum
- R. a. arboreum
- R. a. nilagiricum
- R. a. zeylanicum
- R. a. cinnamomeum
- R. a. roseum

## Eksterne links
- Wikimedia Commons har flere filer relateret til Rhododendron arboreum

- Wikispecies har taksonomi med forbindelse til  Rhododendron arboreum